# Arnaud Clément
Arnaud Clément (Aix-en-Provence, 17 de Dezembro de 1977) é um ex-tenista profissional da França.
Arnaud foi um dos mais experientes tenistas do circuito da ATP, conquistou um título de Grand Slam em duplas, e um vice-campeonato de simples, o tenista chegouu ao Top 10 tanto em simples e duplas. Com Michaël Llodra ganhou 4 títulos, é o seu principal parceiro, ele e Llodra foram vice-campeões do Open da Austrália de 2008, e ganharam o Torneio de Wimbledon 2007 em duplas, perdendo para uma dupla israelense. 
Conquistou 4 títulos em nível ATP, três na França, apenas um fora, em Washington, em duplas foram dois Masters Series no Paris Masters e Indian Wells Masters, disputou três Olimpíadas: 2000, 2004 e 2008, e representa a equipe francesa na Copa Davis.
Em Roland Garros 2004, Fabrice Santoro venceu Arnaud Clement por 6-4, 6-3, 6-7, 3-6, 16-14 em 6 horas e 33 minutos , recorde de partida mais longa no tênis profissional, que só foi batida no Wimbledon 2010 no jogo entre John Isner e Nicolas Mahut que durou 11 horas e 06 minutos.

## Major finais

### Grand Slam finais

#### Simples: 1 (0–1)
| Resultado | Ano  | Campeonato      | Piso | Oponente     | Placar        |
| --------- | ---- | --------------- | ---- | ------------ | ------------- |
| Vice      | 2001 | Australian Open | Duro | Andre Agassi | 4–6, 2–6, 2–6 |

#### Duplas: 2 (1–1)
| Resultado | Ano  | Campeonato      | Piso  | Parceiro       | Oponentes                | Placar                  |
| --------- | ---- | --------------- | ----- | -------------- | ------------------------ | ----------------------- |
| Campeão   | 2007 | Wimbledon       | Grama | Michaël Llodra | Bob Bryan Mike Bryan     | 6–7(5–7), 6–3, 6–4, 6–4 |
| Vice      | 2008 | Australian Open | Duro  | Michaël Llodra | Jonathan Erlich Andy Ram | 5–7, 6–7(4–7)           |

### Olimpíadas

#### Duplas: Decisão do Bronze (0–1)
| Resultado | Ano  | Campeonato | Piso | Parceiro       | Oponentes            | Placar        |
| --------- | ---- | ---------- | ---- | -------------- | -------------------- | ------------- |
| 4° Lugar  | 2008 | Beijing    | Duro | Michaël Llodra | Bob Bryan Mike Bryan | 6–3, 3–6, 4–6 |

## ATP Finais

### Simples: 11 (4–7)
| Legenda                |
| ---------------------- |
| Grand Slam (0)         |
| Tennis Masters Cup (0) |
| ATP Masters Series (0) |
| ATP Tour (4)           |

| N. | Data              | Torneio               | Piso        | Oponente          | Placar             |
| -- | ----------------- | --------------------- | ----------- | ----------------- | ------------------ |
| 1. | 6 Novembro 2000   | Lyon, França          | Carpete (i) | Patrick Rafter    | 7–6(7–2), 7–6(7–5) |
| 2. | 29 Setembro 2003  | Metz, França          | Duro (i)    | Fernando González | 6–3, 1–6, 6–3      |
| 3. | 13 Fevereiro 2006 | Marseille, França     | Duro (i)    | Mario Ančić       | 6–4, 6–2           |
| 4. | 31 Julho 2006     | Washington, D.C., EUA | Duro        | Andy Murray       | 7–6(7–3), 6–2      |

Vices (7)
| N. | Data             | Torneio                               | Piso     | Oponente         | Placar             |
| -- | ---------------- | ------------------------------------- | -------- | ---------------- | ------------------ |
| 1. | 8 Fevereiro 1999 | Marseille, França                     | Duro (i) | Fabrice Santoro  | 3–6, 6–4, 4–6      |
| 2. | 29 Janeiro 2001  | Australian Open, Melbourne, Austrália | Duro     | Andre Agassi     | 4–6, 2–6, 2–6      |
| 3. | 24 Junho 2002    | 's-Hertogenbosch, Holanda             | Grama    | Sjeng Schalken   | 6–3, 3–6, 2–6      |
| 4. | 23 Junho 2003    | 's-Hertogenbosch, Holanda             | Grama    | Sjeng Schalken   | 3–6, 4–6           |
| 5. | 13 Outubro 2003  | Lyon, França                          | Carpete  | Rainer Schüttler | 5–7, 3–6           |
| 6. | 23 June 2007     | Nottingham, UK                        | Grass    | Ivo Karlović     | 6–3, 4–6, 4–6      |
| 7. | 16 Janeiro 2010  | ATP de Auckland, Nova Zelândia        | Duro     | John Isner       | 3–6, 7–5, 6–7(2–7) |

## Ligações Externas
Perfil na ATP (em inglês)